# Sète
Sète, tidigare Cette [sätt], (occitanska: Seta), är en kommun, stad och fästning i franska departementet Hérault (Languedoc), på en landtunga mellan Étang de Thau och Medelhavet. Den står genom kanaler i förbindelse med både Rhône och Garonne. I dess närhet finns stora ostronodlingar. År 2022 hade Sète 45 090 invånare.
Hamnen grundades den 29 juli 1666 efter ett beslut av Ludvig XIV. Hamnen med passagerarfartyg, lastfartyg, segelfartyg och fiskebåtar ger staden dess karaktär. Varje år i augusti sedan 1666 firas Saint Louis, ett tornerspel på Le grand Canal.
Georges Brassens, en av den franska viskontens största, är född och uppvuxen i Sète. Andra stora konstnärer som har anknytning till och har inspirerats av Sète är Paul Valery och Agnes Varda.
Sète har under lång tid varit den näst Marseille viktigaste handelsplatsen vid franska Medelhavskusten och har en utmärkt hamn. Mest exporteras vin. Vin- och likörberedning är för övrigt två av huvudnäringarna. Sète härstammar från romartiden och har sitt namn efter det närbelägna Mont S:t Clair (Mons Setius), men grundades på nytt av Colbert.

## Befolkningsutveckling
Antalet invånare i kommunen Sète
Referens:INSEE